# Krzyżacy (powieść)
Krzyżacy – powieść historyczna Henryka Sienkiewicza publikowana w latach 1897–1900 w „Tygodniku Illustrowanym”, wydana w 1900 w Warszawie przez wydawnictwo „Gebethner i Wolff” (wydanie jubileuszowe).
Rękopis powieści przechowuje Biblioteka Narodowa (sygn. IV 6068). Rękopis ten wykorzystany przy pierwszym wydaniu w wydawnictwie Gebethner i Wolff stał się następnie własnością Ludwika Kolankowskiego. Sprzedał go Bibliotece Narodowej w 1947, aczkolwiek był to niekompletny rękopis. Jedną z kart odnaleziono w zbiorach Biblioteki Ordynacji Zamojskiej. Końcowa partia, należąca do Stefana Bryły, została podarowana w 1947 Bibliotece Narodowej przez wdowę po nim. Od 2024 rękopis prezentowany jest na wystawie stałej w Pałacu Rzeczypospolitej.
Powieść przedstawia dzieje konfliktu polsko-krzyżackiego, a akcja utworu toczy się od 1399 (rok śmierci królowej Jadwigi) do 1410 (bitwa pod Grunwaldem).
W okresie publikacji powieść była protestem przeciwko germanizacji prowadzonej przez władze zaboru pruskiego. Sienkiewicz w swojej książce przywołał Polskę w okresie świetności jej oręża i skupił się na zwycięstwie nad zakonem krzyżackim. Tytuł oraz tematyka powieści Sienkiewicza była zainspirowana powieścią Krzyżacy 1410 Józefa Ignacego Kraszewskiego z 1874 roku.
W roku 1960, w 550. rocznicę bitwy pod Grunwaldem, powstał polski film w reżyserii Aleksandra Forda, pt. Krzyżacy będący ekranizacją powieści.
Książka została przetłumaczona na 25 języków.
Pełny tekst:  Krzyżaków  w Wikiźródłach 

  Pobierz jako: EPUB   • PDF   • MOBI  

## Tło historyczne
Tłem historycznym Krzyżaków jest fragment historii Polski przedstawiający konflikt jagiellońskiej Polski z zakonem krzyżackim. Przy pisaniu powieści autor korzystał z Kroniki Janka z Czarnkowa, Historii Jana Długosza, dzieł takich historyków jak Stanisław Smolka i Karol Szajnocha, niemieckich i francuskich opracowań historycznych, map, odpisów ksiąg itd.
Na tle znaczących wydarzeń historycznych autor opisuje dzieje barwnych i wyrazistych postaci. Bohaterami powieści są: Jurand ze Spychowa i jego córka Danusia, a także rycerze Maćko z Bogdańca i jego bratanek Zbyszko. Tragiczna miłość Zbyszka i Danusi stanowi wątek melodramatyczny, a walka ze zdradzieckimi Krzyżakami miała podnosić ducha Polaków pod zaborami.
Kulminacją powieści jest zwycięska bitwa pod Grunwaldem, przedstawiona jako tryumf oręża polsko-litewskiego. Przebieg bitwy Sienkiewicz odtworzył według Jana Długosza i pod wpływem obrazu Jana Matejki. Powieść opisuje wiele wydarzeń i postaci historycznych, choć nie wszystkie opisane są zgodnie z prawdą.
Książkowe wydanie powieści w roku 1900 uwieńczyło jubileusz dwudziestopięciolecia pracy pisarza. Krzyżacy ze względu na antyniemiecką wymowę byli pierwszą książką wydaną w Polsce po zakończeniu II wojny światowej; powieść została wydana w sierpniu 1945 roku.

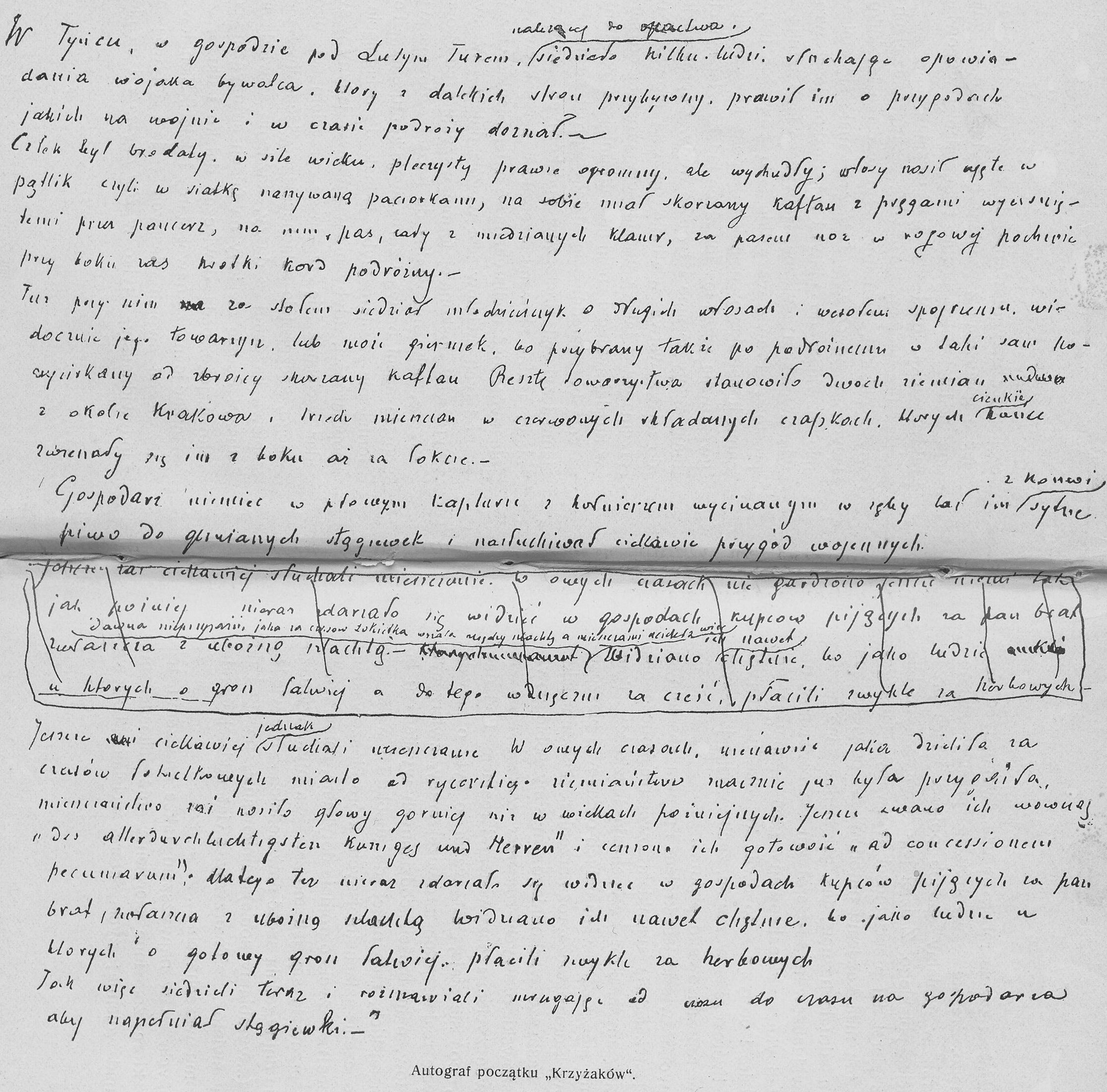
Kopia rękopisu pierwszej strony powieści

## Bohaterowie

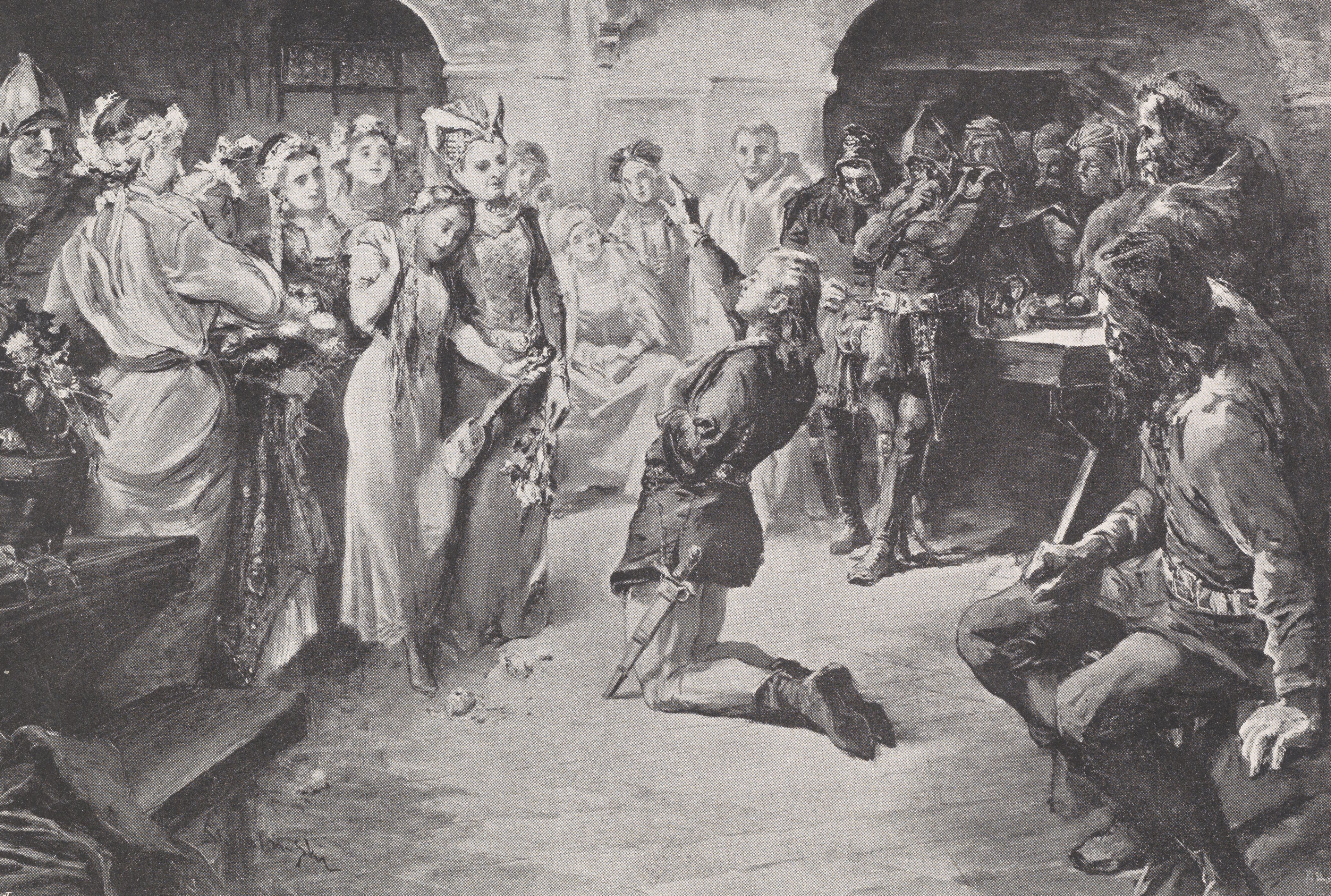
Zbyszko ślubuje Danusi (rys. Stanisław Batowski Kaczor)

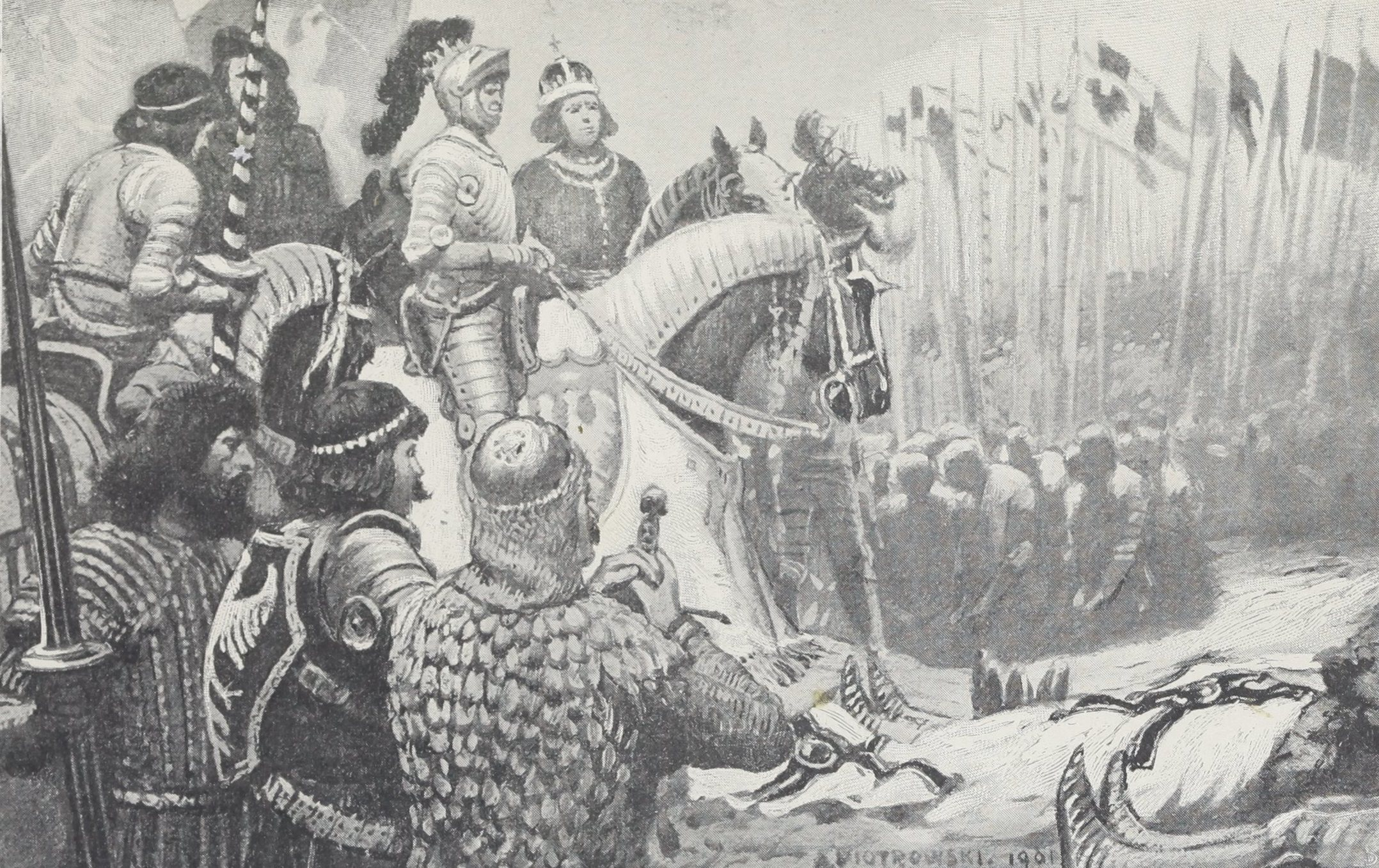
Zakon krzyżacki u nóg Jagiełły (rys. Antoni Adam Piotrowski)

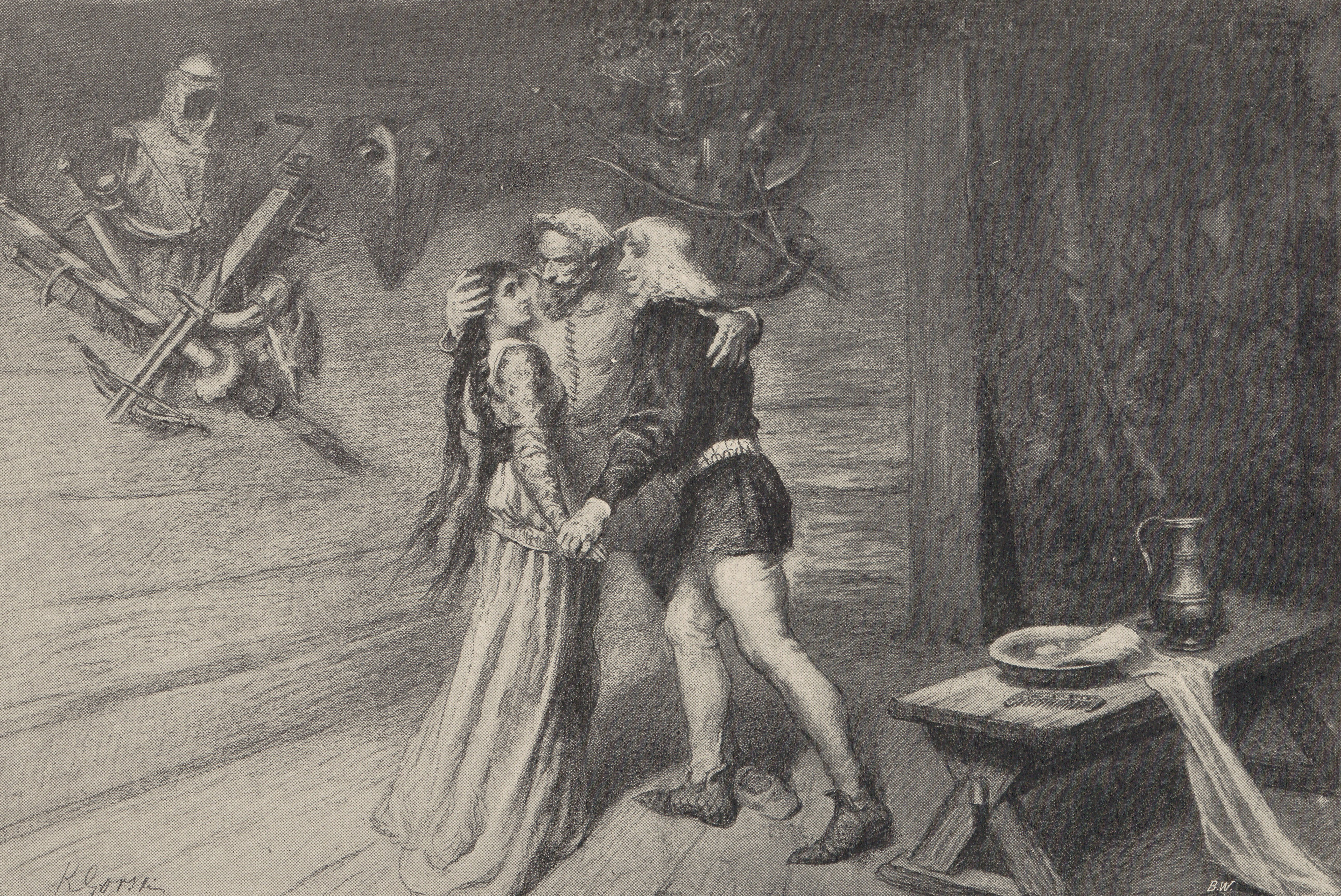
Zrękowiny Zbyszka z Jagienką (rys. Konstanty Górski)

### Główni bohaterowie
- Danusia Jurandówna
- Jagienka ze Zgorzelic
- Jurand ze Spychowa
- Maćko z Bogdańca
- Zbyszko z Bogdańca

### Postacie historyczne
- król Władysław Jagiełło
- królowa Jadwiga Andegaweńska
- wielki książę Witold
- książę Janusz Mazowiecki
- książę Siemowit IV
- księżna Anna Danuta
- Aleksandra Olgierdówna
- Marcin z Wrocimowic
- Mikołaj Powała z Taczewa
- Zawisza Czarny
- Zyndram z Maszkowic
- wielki mistrz Ulrich von Jungingen
- Kuno von Lichtenstein

### Postacie drugoplanowe
- Anula Sieciechówna – służka Jagienki, zakochał się w niej Hlawa.
- Cztan z Rogowa – zabiegał wraz z Wilkiem z Brzozowej o względy Jagienki ze Zgorzelic, córki Zycha; bił się o nią ze Zbyszkiem z Bogdańca w gospodzie w Krześni; później walczył w bitwie pod Grunwaldem.
- Wilk z Brzozowej – zabiegał wraz z Cztanem z Rogowa o względy Jagienki ze Zgorzelic, córki Zycha; bił się o nią ze Zbyszkiem z Bogdańca w gospodzie w Krześni, zginął na Śląsku walcząc pod grodem.
- Fulko de Lorche – rycerz z Lotaryngii. Był gościem zakonu krzyżackiego, krewnym książąt z Brabancji. Przyjaźnił się ze Zbyszkiem z Bogdańca, który uratował go przed turem. Ożenił się z Jagienką z Długolasu. W bitwie pod Grunwaldem walczył po stronie wojsk polsko-litewskich. W wersji filmowej postać tę zagrał Leon Niemczyk.
- Hlawa (Głowacz) – pomocnik (giermek) Zbyszka z Bogdańca, z pochodzenia Czech.
- Sanderus – Niemiec, lubiący nieco fantazjować i użalać się nad sobą oszust sprzedający fałszywe relikwie i odpusty: całkowite, na 500, 300 lub 200 lat – jak również tańsze „aby i ubodzy ludzie mogli je nabywać i tym sposobem czyśćcowe męki sobie skracać”. W jego ofercie znajdowały się między innymi: kopytko z osiołka, na którym odbyła się ucieczka Świętej Rodziny do Egiptu; pióro ze skrzydeł archanioła Gabriela; olej, w którym poganie chcieli usmażyć świętego Jana; szczebel z drabiny, o której się śniło Jakubowi oraz łzy Marii Egipcjanki. Twierdził, że odwiedził Ziemię Świętą, Konstantynopol, Rzym, Francję, skąd powrócił na ziemie zakonu krzyżackiego oraz Mazowsze. Mówi po polsku, „gdyż się w Toruniu urodziłem, gdzie wszystek naród tak mówi. Później mieszkałem w Malborku, ale i tam to samo! Ba! nawet i bracia zakonni waszą mowę rozumieją.” Miłośnik wina, nie gardzący jednak kobylim mlekiem w sytuacjach, gdy brak było pod ręką szlachetniejszego trunku. Zbyszko z Bogdańca udzielił mu pomocy, gdy koń handlarza uciekł (według Sanderusa: został zjedzony przez wilki). Sanderus przez długi czas wędrował ze Zbyszkiem i pomógł mu w odzyskaniu Danusi.
- Tolima – członek świty Juranda ze Spychowa.
- Zych ze Zgorzelic – ojciec Jagienki, mąż zmarłej Małgochny, sąsiad Maćka i Zbyszka. Zajęty wojowaniem, rzadko przebywał w Zgorzelicach, pozostawiając córkę pod opieką ojca chrzestnego, opata Jaśka z Tulczy. Pragnął, by Jagienka wyszła za Zbyszka z Bogdańca. Posiadał dużą posiadłość Moczydoły, które zostawił w spadku Jagience, i Zgorzelice przeznaczone dla jej młodszych braci. Zginął z rąk rycerzy niemieckich ze Śląska w czasie napadu na dwór księcia oświęcimskiego, u którego przebywał w gościnie.
- Zygfryd de Löwe – kat Juranda.
- Rotgier – zakonnik krzyżacki; był ulubieńcem Zygfryda de Löwe, który traktował go jak swojego syna; uknuł wraz z Gotfrydem i Danveldem spisek celem porwania Danusi Jurandówny. Wyzwał Zbyszka z Bogdańca na „sąd Boży”, czyli pojedynek na śmierć i życie, w którym został pokonany. Jego ciało przewieziono następnie na zamek w Szczytnie.
- Skirwoiłło – wódz Żmudzinów.

## KrzyżacyKraszewskiego a Sienkiewicza
W roku 1874, czyli 23 lata przed rozpoczęciem ukazywania się Krzyżaków Henryka Sienkiewicza powstała powieść Krzyżacy 1410 Józefa Ignacego Kraszewskiego. Sienkiewicz znał powieść Kraszewskiego, recenzował ją i zainspirował się nią w pisaniu swojej wersji konfliktu polsko-krzyżackiego.
Jednak o ile powieść Kraszewskiego zgodnie z tytułem skupia się na działaniach Zakonu i jego zwolenników, to Krzyżacy Sienkiewicza ukazują przede wszystkim przygotowania Polaków do konfliktu. Poza tym Kraszewski przedstawia również wydarzenia po Grunwaldzie, w tym nieudane oblężenie Malborka, a jego powieść odznacza się większym realizmem w przedstawieniu rzeczywistych zdarzeń i tła historycznego. Tymczasem Sienkiewicz gloryfikuje zwycięstwo grunwaldzkie i jako przyczyny wojny sugeruje narodowościowy konflikt polsko-niemiecki, co w stosunku do XV wieku jest anachronizmem. Uważa się też, że przedstawione przez Kraszewskiego postacie (na przykład główna bohaterka Ofka) są bardziej wielowymiarowe niż u Sienkiewicza.